# IKEM - Innovations- och Kemiindustrierna
IKEM - Innovations- och Kemiindustrierna i Sverige är en bransch- och arbetsgivarorganisation som företräder omkring 1 400 svenska och utlandsägda företag med 70 000 medarbetare. Företagen arbetar med kemi i vid bemärkelse, både som tillverkare, distributörer och som användare. Företagen är bland annat kemi- och plastindustrier, läkemedelstillverkare, raffinaderier eller biokemi- och bioteknikföretag. IKEM företräder också medlemmar från andra branscher, till exempel sten-, tvätt-, metall- och återvinningsindustrin i arbetsgivarfrågor. IKEM verkar över hela landet och finns representerat i Stockholm, Göteborg, Malmö, Växjö och Örebro.
IKEM bildades i december 2012 genom en sammanslagning av branschorganisationen Plast- & Kemiföretagen och arbetsgivarorganisationen Industri- och KemiGruppen.
Branschdelen inom IKEM har medlemsföretag som är tillverkare och leverantörer av kemikalier och plastprodukter i Sverige. IKEM företräder företagen i kontakter med myndigheter, departement och politiker, är remissinstans och opinionsbildare. IKEM arbetar aktivt med information till medlemmar, myndigheter och utredningar.
Arbetsgivardelen inom IKEM förhandlar om löner och allmänna villkor för att sluta kollektivavtal för medlemsföretagen samt stöttar dem i centrala förhandlingar. Medlemsföretagen har tillgång till löpande rådgivning kring lagar och avtal, hjälp med lokala förhandlingar och juridisk assistans i domstolsprocesser.